# Gamla Vord

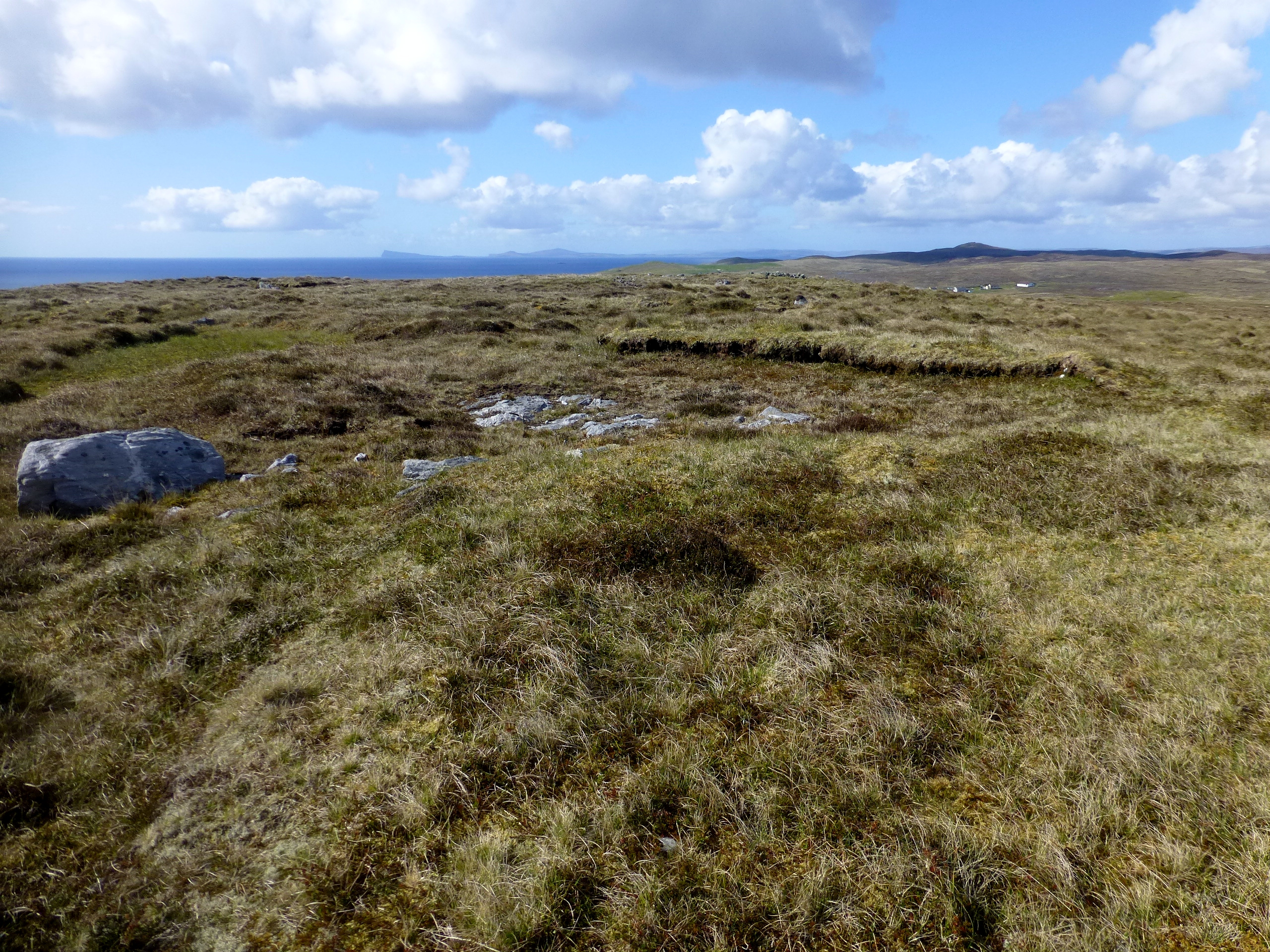
Blick vom Gipfel nach Südwest. Links im Hintergrund die Klippe des Noss Head.

Der Gamla Vord ist ein 85 Meter hoher Berg im Nordosten der zu den schottischen Shetlands zählenden Insel Whalsay. Zu seinen Füßen liegen im Süden Loch Isbister mit dem namensgebenden Ort, im Westen Loch Vats-houll sowie im Nordwesten West Loch of Skaw. Der Namensbestandteil Vord verweist auf einen Gipfel mit einem Cairn. Dieser hatte einen Durchmesser von rund sieben Metern, von seinen Steinen sind nur Reste vorhanden. Die unter ihm liegende Steinkiste mit den Maßen von etwa 60 auf 120 Zentimeter wurde von J. Stewart ausgegraben. Am nordöstlichen, zur Nordsee abfallenden Hang des Berges finden sich mit den Standing Stones of Yoxie und den Rundcairns von Pettigarths Field weitere Reste vorzeitlicher Besiedlung.